# Ricardo Franco de Almeida Serra
Ricardo Franco de Almeida Serra (Lisboa, 3 de agosto de 1748 – Brasil, 21 de janeiro de 1809) foi um engenheiro e militar português. Destacou-se no levantamento das fronteiras do Brasil entre os séculos XVIII e XIX. Foi o fundador do Forte Novo de Coimbra no atual estado brasileiro do Mato Grosso do Sul. É o patrono do Quadro de Engenheiros Militares do Exército Brasileiro.

## Biografia
Ingressou na Academia Militar (Portugal) em 1762, tendo concluído, aos 18 anos de idade, os cursos de Engenharia e Infantaria, obtendo o grau de oficial.
Possuía o posto de capitão quando foi destacado pela Rainha D. Maria I de Portugal em 1782 para viajar ao Brasil e integrar a Terceira Partida de Demarcação de Limites, em cumprimento às determinações do Tratado de Santo Ildefonso, para resolver as disputas territoriais resultantes da expansão das fronteiras do Brasil.
Desempenhou papel decisivo na consolidação do espaço territorial brasileiro, responsável pelo levantamento de extensas regiões fronteiriças explorando mais de 50 rios das bacias do Amazonas e do Prata e mapeando as Capitanias do Grão-Pará, de São José do Rio Negro (atual Amazonas) e de Mato Grosso.
Construiu obras estrategicamente situadas como o Real Forte Príncipe da Beira, o Quartel dos Dragões, em Vila Bela, e o Forte Novo de Coimbra.
Em 1801, no comando do Forte de Coimbra e com um reduzido efetivo de 49 homens, contrapôs-se a um ataque ao sul de Mato Grosso desfechado por forças espanholas comandadas pelo general Dom Lázaro da Ribeira e a que compunha uma frota de 800 homens e vários tipos de embarcações, relutavam em reconhecer as demarcações. Apesar de toda a desvantagem, o Forte de Coimbra impôs heróica resistência e barrou o avanço do inimigo. O sul mato-grossense, conservado livre, seria mais tarde incorporado ao Brasil independente.
Em 1802, a Coroa Portuguesa, reconhecida, promoveu-o ao posto de coronel e agraciou-o com o hábito de São Francisco de Assis, permanecendo no comando do Forte de Coimbra e da Fronteira Sul. Preocupado com a defesa dos limites com os espanhóis, implantou destacamentos, reconstruiu fortes e executou outras obras militares e civis.
Combalido por doenças tropicais, faleceu aos 61 anos de idade. Deixou dois filhos, Augusto Martiniano e Ricarda Maria, os quais teve com sua esposa indígena conhecida como Mariana Guaná, menores que passaram a ser tutoriados pelo Padre Antônio Tavares da Silva. O seu corpo foi posteriormente transladado do Forte Novo de Coimbra para a Capella Real de Santo Antônio, em Vila Bela da Santíssima Trindade, então capital de Mato Grosso.
Seu nome é citado no hino do Estado de Mato Grosso do Sul, como um grande herói e desbravador da época.